# فهرست شخصیت‌های کلند
این مقاله فهرستی از شخصیت‌های کلند است که شامل رمان تصویری، مانگا و انیمه می‌شود.

پوستر تبلیغاتی انیمهٔ کلند در سال ۲۰۰۸.از چپ ریو، تومویا، کوتومی، ناگیسا، کیو، تومویو، بوتان (گراز) و یوهی (افتاده بر روی زمین).

## شخصیت‌های اصلی

تومویا اوکازاکی، یکی از شخصیتهای اصلی داستان، در انیمۀ کلند.

تومویا اوکازاکی (岡崎 朋也 Okazaki Tomoya)
صدا پیشه:کنجی نوجیما (سی‌دی درام و فیلم انیمه),یوئیچی ناکامورا (انیمه سریالی)
تومویا شخصیت اصلی رمان تصویری و انیمهٔ کلند است. او دانش‌آموز دبیرستان خصوصی هیکاریزاکا است و معمولاً از او به عنوان فردی بیکار و بی‌هدف یاد می‌شود که همیشه دیروقت به مدرسه می‌آید و کلاس‌ها را می‌پیچاند؛ اما به‌طور کلی با کسی شروع به دعوا نمی‌کند. مادرش، آتسوکو، در جوانی طی یک تصادف رانندگی جان خودش را از دست داد و از آن زمان تاکنون او با پدرش، نائویوکی زندگی می‌کند؛ اگرچه آنها بیشتر اوقات باهم بحث می‌کنند. رؤیای تومویا که تبدیل شدن به بازیکن حرفه‌ای بسکتبال بود نابود شد زمانی که کتف او هنگام دعوا با پدرش آسیب دید.
در طول رمان تصویری، تومویا با بسیاری از مشکلات دوستانش آشنا می‌شود و سعی می‌کند آنها را حل کند. او دوست دوران کودکی کوتومی ایچینوسه و بهترین دوست یوهی سونوهارا است. در ابتدای رمان تصویری، تومویا دوست خوب ناگیسا فوروکاوا می‌شود، که او بعداً دوست دختر و سپس همسرش می‌شود.
در آرک پس از داستان، تومویا پس از فارغ‌التحصیلی از دبیرستان، برقکار می‌شود. او با ناگیسا ازدواج می‌کند و ناگیسا دختری به نام اوشیو را به دنیا می‌آورد. با آگاهی از اینکه ناگیسا وضعیت سلامتی ضعیفی دارد، تومویا از او در هنگام دوران بارداری‌اش مراقبت می‌کند؛ اما او با این وجود پس از به‌دنیا آوردن بچه‌اش می‌میرد. به‌همین دلیل تومویا به شدت افسرده می‌شود و مراقبت از اوشیو را به آکیو و سانائه (پدر و مادر ناگیسا) می‌سپارد. او پنج سال از زندگی‌اش را با افسردگی می‌گذراند و نمی‌تواند با مرگ ناگیسا کنار بیاید و به زندگی مانند مجازات می‌نگرد. سانائه و آکیو ترتیبی می‌دهند این دو نفر در خانه‌شان تنها بمانند تا تومویا دوباره مجبور شود از دخترش مراقبت کند. پس از تعامل با همدیگر، تومویا متوجه می‌شود که رابطهٔ او با دخترش همانند رابطهٔ پدرش با خودش است و سرانجام تصمیم می‌گیرد پدر بهتری شود. پس از مرگ اوشیو، تومویا متوجه می‌شود که اوشیو همان دختر در دنیای توهمی است. او سپس با استفاده از گوی‌های نور به زمانی برمی‌گردد که ناگیسا در حال زایمان است و جلوی مرگ او و دخترش را می‌گیرد. درنهایت تومویا همراه با همسر و دخترش، زندگی شاد و آرامی را شروع می‌کند.
ناگیسا فوروکاوا (古河 渚 Furukawa Nagisa)
صدا پیشه:مای ناکاهارا
ناگیسا شخصیت اصلی داستان است. او دختری با موهای قهوه‌ای مایل به قرمز است که خجالتی و حساس بوده و سبک گفتار عجیبی دارد. روز تولد او ۲۴ دسامبر است. او گاهی اوقات برای انگیزه دادن به خودش نام غذاهایی را که قصد دارد بخورد، فریاد می‌زند؛ مثل آنپان که نوعی نان لوبیای شیرین است. او شخصیت‌های کارتونی قدیمی "Dango Daikazoku"(だんご大家族, به معنی خانواده بزرگ دانگو) را بسیار دوست دارد و می‌گوید که از دانگوها خوشش می‌آید؛ چون آنها همیشه خانواده‌ای صمیمی هستند. به‌دلیل بیماری نامشخصی که ۹ ماه طول کشید، او مجبور شد سال آخر دبیرستان را تکرار کند؛ به همین خاطر او یکسال از همکلاسی‌هایش بزرگتر است که باعث می‌شود آنها او را اذیت کنند یا نادیده‌اش بگیرند. ناگیسا در کودکی به‌خاطر مشغلهٔ کاری پدر و مادرش، نزدیک بود بمیرد؛ زیرا او از پنج سالگی چندین بار از دوره‌های طولانی بیماری رنج می‌بُرد. زندگی ناگیسا سرانجام نجات پیدا کرد؛ با این حال پدر و مادرش از دنبال کردن رؤیاهای خود دست کشیدند و برای مراقبت از سلامتی دخترشان نانوایی باز کردند. با وجود اینکه ناگیسا دوستان بسیار کمی دارد، فردی دلسوز است. او در کمک به افراد غریبه تردید نمی‌کند؛ در نتیجه تومویا او را به‌خاطر ساده‌لوح بودنش نکوهش می‌کند؛ با این حال ناگیسا همیشه با او مهربان است و به او اهمیت زیادی می‌دهد. آرزوی ناگیسا که تأسیس دوباره باشگاه درام مدرسه است، اولویت تلاش تومویا است؛ حتی هنگام حل مشکلات بقیه. زمانی که ناگیسا به هدفش می‌رسد، از زمان ملاقات با تومویا برای اولین بار، رشد قابل توجهی را در شخصیتش از خود نشان می‌دهد. روز بعد تومویا به ناگیسا عشقش را اعتراف می‌کند. او آن را می‌پذیرد و دو نفر رابطهٔ خود را به‌عنوان یک زوج آغاز می‌کنند.
در آرک پس از داستان، او تسلیم بیماری خود می‌شود و باید دوباره سال آخر دبیرستان را تکرار کند. او هر روز در مدرسه حضور می‌یابد و در طول سال لبخند شجاعانه‌ای می‌زند. وقتی تومویا نانوایی را ترک می‌کند تا به آپارتمان خودش نقل مکان کند؛ ناگیسا تقریباً هر روز با او ملاقات می‌کند، برایش غذا درست می‌کند و او را همراهی می‌کند. وقتی زمستان فرا می‌رسد، بیماری ناگیسا باعث می‌شود که او در جشن فارغ‌التحصیلی غیبت کند؛ به‌همین خاطر تومویا برای فارغ‌التحصیلی او، مراسم ساختگی را ترتیب می‌دهد. کمی بعد، او و تومویا با هم ازدواج می‌کنند و او به‌عنوان ناگیسا اوکازاکی (岡崎 渚 Okazaki Nagisa) شناخته می‌شود. همراه با نیشینا و سوگیساکا، ناگیسا به‌عنوان یک پیش خدمت رستوران، شروع به کار می‌کند. ناگیسا سرانجام حامله می‌شود، و او و تومویا تصمیم می‌گیرند نام فرزندشان را اوشیو بگذارند. ناگیسا وارد ماه‌های آخر حاملگی‌اش می‌شود و دخترش را با موفقیت به دنیا می‌آورد. با این حال، او مدت کوتاهی پس از زایمان می‌میرد.
هم ناگیسا و هم اوشیو در نهایت زمانی زنده می‌شوند که تومویا آرزو می‌کند زمان به عقب برگردد. با وجود اینکه تومویا در ابتدا برای تغییر سرنوشتشان تصمیم می‌گیرد از اولین ملاقاتش با ناگیسا دوری کند؛ اما متوجه می‌شود که نمی‌تواند او را رها کند. تومویا با فریاد زدن نامش ثابت می‌کند که از ملاقات با او پشیمان نیست. در نهایت زایمان به خوبی پیش می‌رود و ناگیسا و اوشیو زنده می‌مانند.
کیو فوجیبایاشی (藤林 杏 Fujibayashi Kyō)
صدا پیشه:ریو هیروهاشی
کیو شخصیت اصلی دیگری است که در اقتباسات بازی از جمله در سریال انیمه، نقش مکمل را ایفا می‌کند. کیو و ریو دوقلوهای فوجیبایاشی هستند و هر دو موهای بنفش رنگی دارند. کیو نسبت به ریو قدبلندتر است و موهای بلندتری نیز دارد. او نمایندهٔ کلاس است؛ اما در کل به آن اهمیت زیادی نمی‌دهد. به‌عنوان مثال، او برای رفت‌وآمد به مدرسه از موتور استفاده می‌کند؛ در حالیکه اینکار توسط مدرسه ممنوع شده‌است. او بسیار مراقب خواهرش است و در این زمینه معمولاً پرخاشگر است؛ و از نظر فیزیکی و بدنی بسیار قوی نشان داده می‌شود. کیو عضو باشگاه درام می‌شود؛ اگرچه او اینکار را فقط به این دلیل انجام می‌دهد تا تعداد اعضای باشگاه به حداقل تعداد برسد. او در حالیکه تلاش می‌کند تومویا و خواهرش یک زوج شوند؛ خودش نیز عاشق تومویا می‌شود. با این حال وقتی که دو خواهر دیدند که تومویا به ناگیسا که دچار آسیب شده کمک می‌کند، به این واقعیت پی بردند که تومویا از قبل عاشق ناگیسا شده‌است.
بعداً در After Story کیو به‌عنوان معلم مهد کودک کار می‌کند و اتفاقاً معلم اوشیو نیز است. از نظر تومویا شخصیت کیو چه در دوران مدرسه و چه بعد از آن همچنان یکسان است. او دلتنگ ناگیسا می‌شود و هربار که اوشیو را می‌بیند اغلب به یاد او می‌افتد.
کوتومی ایچینوسه (一ノ瀬 ことみ Ichinose Kotomi)
صدا پیشه:مامیکو نوتو
کوتومی دوست دوران کودکی تومویا است؛ و همانند کیو هم‌سن او بوده و در کلاس دیگری در مدرسه است. او دختری با موهای آبی متمایل به بنفش و بسیار اهل مطالعه است به‌طوری‌که در نتایج امتحانات استاندارد در هر موضوعی بین ۱۰ نفر برتر در سراسر کشور رتبه‌بندی شده‌است. او همیشه برای مطالعه موضوعات اضافی، به ویژه کتاب‌هایی به زبان‌های خارجی، به کتابخانه می‌رود. کوتومی دختری ساکت و آرام و با مهارت‌های اجتماعی پایین است و برقراری ارتباط با او بسیار دشوار است. او در اوقات فراغتش ویولن می‌نوازد؛ اگرچه او در اینکار بسیار ضعیف است و باعث می‌شود بقیه هنگام شنیدن صدای ویولنش عذاب بکشند.
تومویا هنگام ملاقات با کوتومی به‌یاد نمی‌آورد که او در دوران کودکی با او دوست بوده‌است تا اینکه تصادف اتوبوسی باعث شد که کوتومی جلوی همهٔ دوستانش از حال برود. تومویا او را در خانه‌اش ملاقات می‌کند و متوجه می‌شود که پس از مرگ والدین کوتومی در یک سانحهٔ هوایی، ارتباط آنها با یکدیگر قطع شده‌است. او که دیگر نمی‌خواهد درد از دست دادن کسانی که برایش اهمیت دارند را احساس کند، از تومویا می‌خواهد که او را تنها بگذارد. تومویا که می‌خواهد کوتومی را از گذشته‌اش دور کند، تصمیم می‌گیرد باغچهٔ حیاطش را بازسازی کند؛ در حالی که اعضای باشگاه درام تصمیم می‌گیرند یک ویولن به او هدیه دهند که متأسفانه از بین می‌رود. روز بعد، سرپرست کوتومی چمدان پدر و مادرش را به او می‌دهد. داخل آن چمدان، یک خرس عروسکی و وصیت نامه‌ای از جانب پدر و مادرش است که در آن از کوتومی می‌خواهند آنطور که دوست دارد زندگی کند و در بزرگسالی‌اش دختر خوبی باشد. کوتومی متوجه می‌شود والدینش حتی پس از مرگ همچنان او را دوست می‌دارند و به‌همین دلیل گریه می‌کند. پس از آن خوشحال می‌شود و اعضای باشگاه درام برای تولد او، ویولن دیگری را هدیه می‌دهند.
در آرک پس از داستان، کوتومی برای ادامهٔ مطالعات خود در مورد دنیای توهمی به آمریکا سفر می‌کند؛ اگرچه او گهگاهی از تومویا و دیگران دیدن می‌کند.
تومویو ساکاگامی (坂上 智代 Sakagami Tomoyo)
صدا پیشه:هوکو کوواشیما
تومویو به‌عنوان یک دانش‌آموز در سال دوم دبیرستان و در هنگام بهار، به دبیرستان هیکاریزاکا منتقل شد. او دختری آرام، قدرتمند و با موهای نقره‌ای رنگ است که در بین اطرافیان ترسناک شناخته می‌شود. اگرچه تومویا از او بزرگتر است؛ با این حال تومویو به او به‌عنوان سنپای احترام نمی‌گذارد. او یک برادر کوچکتر از خودش به‌نام تاکافومی (鷹文) دارد.
در داستان تومویو، شایعه شد که او بسیار خشن است و سابقهٔ دعوا کردن و دارد. این شایعات بعداً به‌درستی از آب درآمدند؛ زمانی که او چند نفر از بزهکاران از مدرسهٔ قبلی‌اش را در حیاط مدرسه و جلوی بسیاری از دانش‌آموزان به شدت می‌زند. پس از چند بار ملاقات کردن با تومویو، تومویا پی می‌برد که او می‌خواهد رئیس شورای دانش‌آموزی شود و دلیل این هدفش این بود که می‌خواست جلوی قطع کردن درختان گیلاس را بگیرد. درختان گیلاس اهمیت ویژه‌ای برای تومویو داشتند چون این درختان کمک کردند خانوادهٔ ساکاگامی که نزدیک بود از بین برود، ترمیم شود و او را از دعوا و خشونت دور کردند. وقتی که شایعات تومویو مربوط به دوران خشونتش سراسر مدرسه پخش می‌شود، منجر به تهدیدی می‌شود که ممکن است کمپین ریاست شورایش را از دور خارج کند. تومویا با ترتیب دادن تیم‌های ورزشی به او کمک می‌کند تیم‌ها را به چالش بکشد. در نهایت با بردن همهٔ آنها، محبوبیتش در مدرسه افزایش می‌یابد. این به نوبهٔ خود، به او اجازه می‌دهد رئیس شورای مدرسه شود.
فوکو ایبوکی (伊吹 風子 Ibuki Fūko)
صدا پیشه:آی نوناکا
فوکو دانش‌آموز سال اول دبیرستان هیکاریزاکا است. تاریخ تولد او ۲۰ ژوئیه است. او دختری مرموز بوده که همیشه تنهاست و با یک چاقوی کوچک و تکه‌های چوب، ستارهٔ دریایی چوبی می‌سازد و به دیگران هدیه می‌دهد. این سرگرمی او را کاملاً مشغول می‌کند؛ به‌طوری که گاهی اوقات آگاهی خود را از اطرافش از دست می‌دهد. تومویا فوکو را در یک کلاس خالی می‌بیند که درحال کندن یک تکه چوب بود. تومویا زمانی که می‌بیند فوکو دارد با چاقو به خودش آسیب می‌رساند، چاقو را از او می‌گیرد؛ اما روز بعد آن را به او پس می‌دهد. چند روز بعد، تومویا می‌فهمد که فوکو می‌خواهد با ساختن ۷۰۰ ستارهٔ دریایی و دادن آنها به همهٔ دانش‌آموزان مدرسه، آنها را به عروسی خواهرش کوکو (公子) دعوت کند. مشکل اصلی این است که هیچ‌کس در مدرسه به‌جز ناگیسا، کوکو را نمی‌شناسد؛ چون او سه سال پیش از شغل تدریس در مدرسه استعفا داد. ناگیسا و تومویا، پس از اینکه از وضعیت فیزیکی فعلی فوکو، مطلع می‌شوند و می‌فهمند که او به‌خاطر حادثهٔ رانندگی، در وضعیت ایکیریو یا فرافکنی اثیری قرار دارد؛ تصمیم می‌گیرند به او کمک کنند تا به همهٔ دانش‌آموزان ستارهٔ دریایی هدیه بدهد حتی میتسوئی، دوست فوکو قبل از تصادف.
با ادامهٔ داستان، فوکو کم‌کم از خاطرات بقیه ناپدید می‌شود؛ به این خاطر که قدرت روحانی او رو به کاهش است و به این معنی است که فوکو واقعی در بیمارستان نفس نمی‌کشد. تومویا که بسیار مصمم است رؤیای فوکو را برآورده کرده و عروسی کوکو را برگزار کند؛ از کومورا-سنسی درخواست می‌کند مراسم عروسی را در یکشنبه ۱۸ می سازماندهی کند. پس از دشواری‌ها و سختی‌های فراوان، عروسی کوکو با موفقیت برگزار می‌شود و میتسوئی و بقیهٔ دانش‌آموزان که ستارهٔ دریایی را دریافت کرده بودند در عروسی شرکت می‌کنند. پس از آن، فوکو از تومویا و ناگیسا تشکر می‌کند و قبل از اینکه ناپدید شود، به خواهرش تبریک می‌گوید. پس از عروسی، کوکو و شوهرش یوسوکه تصمیم می‌گیرند از فوکو در بیمارستان تشکر کنند.
فوکو شخصیتی بیش فعال و کودکانه دارد که همراه با قد کوتاهش باعث می‌شود بیشتر افرادی که او را نمی‌شناسند، فکر کنند او دانش‌آموز ابتدایی است. او نسبت به تومویا قضاوت می‌کند و بیشتر اوقات او را عجیب غریب خطاب می‌کند؛ با این حال او پنهانی به او وابسته است.
در آرک پس از داستان، فوکو از طریق معجزهٔ یکی از گوی‌های نور تومویا، از کما نجات می‌یابد. او به‌شدت به اوشیو علاقه‌مند می‌شود و ادعا می‌کند که اوشیو را از تومویا می‌دزدد تا او را خواهر خودش کند.
اوشیو اوکازاکی (岡崎 汐 Okazaki Ushio)
صدا پیشه:ساتومی کوروگی
اوشیو دختر تومویا و ناگیسا است؛ همچنین دانش‌آموز پیش دبستانی است که کیو در آن کار می‌کند. او شباهت زیادی به مادرش دارد و خانوادهٔ بزرگ دانگو را نیز دوست دارد. ناگیسا پس از به‌دنیا آوردن او می‌میرد. این اتفاق، بسیار تومویا را افسرده می‌کند؛ تا جایی که او اوشیو را به آکیو و سانائه می‌سپرد.
پنج سال بعد، سانائه مسافرتی را به یک مزرعهٔ گل در شمال ژاپن ترتیب می‌دهد؛ به این امید که تومویا و اوشیو بتوانند دوباره با همدیگر باشند. در طول سفر، تومویا با مادربزرگ پدری‌اش، شینو اوکازاکی، ملاقات می‌کند. مادربزرگش به تومویا از گذشتهٔ پدرش و فداکاری‌هایی که برای او کرده، می‌گوید که باعث می‌شود تومویا از رفتاری که نسبت به پدرش داشته، پشیمان شود و تصمیم بگیرد اوشیو را بزرگ کند و در نهایت نائویوکی را به‌عنوان پدرش بشناسد. اوشیو زمانی که اسباب بازی رباتش را گم می‌کند -اولین چیزی که تومویا برای اوشیو خریده- با پدرش آشتی می‌کند. کمی بعد از اینکه تومویا زندگی‌اش را سر و سامان می‌دهد، اوشیو نیز به همان بیماری مادرش، مبتلا می‌شود. با وجود تلاش‌ها و فداکاری‌های فراوان تومویا، آکیو و سانائه، تب اوشیو بدتر می‌شود و زمان بیشتری را در رختخواب می‌گذراند. در کریسمس پیش رو، اوشیو مدام از تومویا التماس می‌کند که او را دوباره به سفر ببرد تا اینکه او قبول می‌کند. با این حال او صبح روز سفر از حال می‌رود و سرانجام در آغوش پدرش می‌میرد درحالی که آخرین حرفش را به او می‌زند: «بابا، دوستت دارم.»
سپس معلوم می‌شود که اوشیو همان دختری در دنیای توهمی است. او که ناامید از نجات خانواده‌اش از یک سرنوشت بی‌رحمانه بود؛ جهانی را برای ملاقات دوباره با تومویا به وجود می‌آورد و گوی‌های نور را جمع می‌کند تا معجزه‌ای ممکن شود. اگر گوی‌های نور به اندازهٔ کافی جمع شود، اوشیو به جای اینکه از بیماری مادرش رنج ببرد، با والدینش زندگی شادی خواهد داشت.

## شخصیت‌های فرعی
یوهی سونوهارا (春原 陽平 Sunohara Yōhei)
صدا پیشه:دایسوکه ساکاگوچی
یوهی دوست تومویا و همانند او، بیکار و بی‌هدف است. او با بورسیهٔ ورزشی در زمینهٔ فوتبال وارد دبیرستان هیکاریزاکا شد. چون هم‌باشگاهی‌هایش عادت داشتند اعضای کوچکتر باشگاه را آزار بدهند؛ یوهی طی دعوایی با آنها، از باشگاه اخراج شد. پس از این اتفاق، او تنبل و تنها دانش‌آموزی در مدرسه شد که غیبت بیشتری نسبت به تومویا در کلاس‌های مدرسه دارد. او در ورزش (مثل بسکتبال و بیسبال) و دعوا، چپ دست است ولی در نوشتن، راست دست می‌باشد؛ به این معنی که او یکسان‌دست است. او و تومویا در مدرسه به «جفت ناپاک» معروفند. موهای یوهی در اصل مشکی است ولی او وقتی که داشت وارد باشگاه فوتبال می‌شد، موهایش را بلوند کرد. او زمانی که کوچکتر بود از خواهرش، می سونوهارا، بسیار محافظت می‌کرد. یکی از آرک‌های داستانی، در مورد ترمیم رابطهٔ او با خواهرش است. یوهی به دلیل رفتار زننده‌اش، اغلب توسط شخصیت‌های مختلف به ویژه کیو و تومویو تنبیه شده یا کتک می‌خورد.
یوهی در بعضی آرک‌های داستانی، به ویژه در داستان خواهرش، نقش مهمی را ایفا می‌کند. در آرک پس از داستان، او تصمیم می‌گیرد وارد حرفهٔ مدلینگ شود. او از جمله کسانی است که در مراسم فارغ‌التحصیلی ساختگی ناگیسا، به خواست تومویا شرکت می‌کند. او همچنین در دوران بارداری ناگیسا، به او سر می‌زند. به گفتهٔ نمایشنامه نویسان، او بیشترین حضور را در آرک زندگی مدرسه‌ای دارد.
یوکینه میازاوا (宮沢 有紀寧 Miyazawa Yukine)
صدا پیشه:آتسوکو انوموتو
یوکینه دانش‌آموز سال دوم دبیرستان است که در زنگ ناهار، در اتاق مرجع کتابخانه وقت می‌گذراند. تومویا برای اولین بار در اتاق مرجع با او ملاقات کرد، درحالی که دنبال کتابی مخصوص تقویت مهارت‌های گفتاری برای ناگیسا بود. تومویا بلافاصله مورد مهمان داری و پذیرایی یوکینه قرار می‌گیرد و روز بعد یوهی را با اصرار با خودش به اتاق مرجع می‌برد. به تدریج تومویا، ناگیسا و یوهی به‌طور روتین به اتاق مرجع می‌روند تا با یوکینه وقت بگذرانند. او بعداً به تومویا و یوهی با استفاده از یک کتاب آموزشی، طلسم‌های جادویی (مثل پیدا کردن دختری که به آنها علاقه دارد و…) را به آنها یاد می‌دهد؛ با این حال بیشتر این طلسم‌ها به نفع تومویا هستند.
یوکینه دوستانی در خارج از مدرسه دارد که بعداً معلوم می‌شود آنها بزهکاران بقیهٔ مدارس هستند. او در واقع از طریق برادرش، کازوتو میازاوا، که بزهکار است با آنها دوست می‌شود. برادرش وقتی که می‌خواست یکی از دوستانش را از تصادف نجات دهد، جانش را از دست داد. تومویا از طریق یوکینه به‌طور خلاصه با افسانهٔ گوی‌های نور که «نماد خوشبختی» نامیده می‌شوند، آشنا می‌شود. گوی‌های نور در واقع آرزوهای آن دختر در دنیای توهمی هستند.
به گفتهٔ نمایشنامه نویسان، یوکینه در اصل قرار بود یکی از شخصیت‌های اصلی باشد؛ اما چون آرک داستانی او، به حد انتظار آنها نرسید، تبدیل به یکی از شخصیت‌های فرعی شد.
میسائه ساگارا (相楽 美佐枝 Sagara Misae)
صدا پیشه:ساتسوکی یوکینو
میسائه ساگارا، مدیر خوابگاه پسرانه‌ای است که یوهی سونوهارا در آن زندگی می‌کند. او در دوران دبیرستان، اولین دختری بود که رئیس شورای دانش‌آموزی شده‌بود. در دوران ریاست شورا، فعالیت‌هایش منجر شد همهٔ دانش‌آموزان به مدت یک هفتهٔ کامل در مدرسه حضور داشته‌باشند. میسائه در آن زمان مورد علاقهٔ همهٔ دانش‌آموزان بود. او حتی با دانش‌آموزان خوابگاه هم صمیمی است. او نزد اعضای باشگاه راگبی بسیار عزیز است؛ اما وقتی قوانین خوابگاه پایمال شود، بسیار سختگیر می‌شود.
وقتی که میسائه کوچکتر بود، او عاشق پسری شد و امید داشت که روزی می‌تواند دوباره او را ببیند. گرچه بعداً مشخص شد گربه‌ای که او دارد از آن نگهداری می‌کند شکل واقعی پسری است که منتظرش است. میسائه در دوران دبیرستان، دو دوست به نام‌های ساکی و یوکی داشت و از پسری به نام ایگاراشی خوشش می‌آمد. در یک روز، میسائه با پسری آشنا می‌شود که خودش را «کاتسوکی شیما» معرفی می‌کند و به او اصرار می‌کند برای جبران لطفی که به او کرده می‌خواهد آرزویش را برآورده‌کند. میسائه که به حرف‌های پسر کاملاً باور نداشت و پسر که بیشتر بر حرفش اصرار می‌کرد، باعث شد این دو نفر زمان بیشتری را با هم بگذرانند که سرانجام منجر شد احساسات عاشقانه بین آنها ایجاد شود؛ به ویژه زمانی که مشخص شد ایگاراشی خودش دوست دختر دارد. با این حال، پسر می‌فهمد که هویت واقعی‌اش کاتسوکی نبوده، بلکه او گربهٔ کاتسوکی است. کاتسوکی واقعی قبل از مرگ خود، به گربه‌اش وظیفهٔ برآوردن آرزوی میسائه داد. برای به ثمر نشستن تلاش‌های مستمر کاتسوکی، میسائه از او می‌خواهد که همیشه و تا ابد عاشقش باشد. پسر آرزوی میسائه را برآورده می‌کند و بدون اینکه او بداند به شکل واقعی‌اش یعنی گربه تبدیل می‌شود که منجر می‌شود میسائه فکر کند کاتسوکی ناپدید شده‌است. در جشنوارهٔ پاییزی شهر، تومویا پس از اینکه هویت واقعی گربه را می‌فهمد به میسائه دربارهٔ آن می‌گوید.
یوسوکه یوشینو (芳野 祐介 Yoshino Yūsuke)
صدا پیشه:هیکارو میدوریکاوا
یوسوکه یوشینو یک برقکار است که دوران دبیرستان را در دبیرستان هیکاریزاکا گذرانده و به عنوان نوازندهٔ راک زندگی می‌کرد. او در آن دوران، از هم‌مدرسه‌ای‌های میسائه ساگارا بود. تومویا برای اولین بار با یوسوکه در جریان یک حادثه بین او و رانندهٔ یک ماشین شخصی آشنا شد و به یوسوکه در کارش کمک کرد. یوسوکه با کوکو ایبوکی نامزد کرده‌است و او از جمله دلایلی است که فوکو به عنوان یک روح در مدرسه وجود دارد. او در اواسط آرک زندگی مدرسه‌ای (فصل اول انیمه) با کوکو ازدواج می‌کند.
او نقش پررنگتری در آرک پس از داستان (فصل دوم انیمه) ایفا می‌کند. او بعد از فارغ‌التحصیلی تومویا به او در شرکت برق هیکاریزاکا -که خودش نیز در آن کار می‌کند- شغل می‌دهد و تومویا به عنوان دستیار او کار می‌کند. او گاهی اوقات به تومویا پند و اندرزهایی دربارهٔ زندگی پیش رویش می‌دهد. یوسوکه توانایی عجیبی در گفتن جمله‌های دراماتیک و اغلب عجیب یا بی‌ربط دارد. به خاطر علاقه‌ای که تومویا به شخصیت یوسوکه دارد، او از زندگی گذشته‌اش برای او تعریف می‌کند؛ اینکه چطور نوازندهٔ راک شد، به شهرت رسید و سرانجام شکست خورد زمانی که فهمید یکی از طرفدارانش مرتکب جنایت بزرگی شده. استرس و ناامیدی بر او چیره شد به طوری که بر موسیقی‌اش تأثیر گذاشت و سرانجام باعث شد او به مواد مخدر روی آورد. پس از اینکه خودش را احیا کرد، دیگر کسی او را نمی‌خواست به جز کوکو؛ کسی که او را در دوران دبیرستانش تشویق کرد تا نوازندهٔ راک شود. او با فراموش کردن گذشته‌اش، به عنوان برقکار کار می‌کند. تومویا که به او فهماند هنوز افرادی هستند که موسیقی او را دوست دارند منجر شد او سی دی موسیقی دیگری بسازد که در آن علاقه‌اش را نسبت به شهر محل زندگی‌اش ابراز می‌کند.
کوکو ایبوکی (伊吹 公子 Ibuki Kōko)
صدا پیشه:یوکو میناگوچی
کوکو خواهر بزرگتر فوکو است. زمانی که میسائه ساگارا و یوسوکه یوشینو دانش‌آموز دبیرستان هیکاریزاکا بودند، او نیز معلم هنر دبیرستان بود؛ و با همهٔ دانش‌آموزان با مهربانی رفتار می‌کرد. کوکو از مشتری‌های دائمی نانوایی فوروکاوا بوده و ناگیسا او را به عنوان معلم هنر سابقش بسیار عزیز می‌شمارد. او با یوسوکه یوشینو نامزد کرده‌است و اصلی‌ترین دلیل برای این است که فوکو به عنوان یک روح در مدرسه وجود دارد؛ با این حال که او در بیمارستان در حالت کما است. به لطف تلاش‌های فوکو، او سرانجام با نامزدش ازدواج می‌کند و او به عنوان کوکو یوشینو شناخته می‌شود. او در آرک پس از داستان نیز دیده می‌شود زمانی که فوکو بالأخره از بیمارستان مرخص می‌شود.
توشیو کومورا (幸村 俊夫 Kōmura Toshio)
صدا پیشه:تاکشی آونو
توشیو کومورا معلم زبان در دبیرستان هیکاریزاکا و یکی از معلم‌های تومویا در سال اول دبیرستانش می‌باشد. سن زیاد او، گذشتهٔ سرسختانه‌اش را پنهان می‌کند که توسط جدیتش در تدریس مشخص می‌شود. او سه سال پیش از دوستان کوکو بود.
پنج سال پیش، توشیو معلمی سختگیر در یک آموزشگاه مهندسی بود که به دلیل تغییر بسیاری از بزهکاران آنجا به سمت بهتر شدن معروف بود؛ اما در مدرسهٔ تومویا به دلیل وجههٔ معتبر مدرسه، نیازی به مهارت‌های او نیست. به لطف تلاش‌های او بود که تومویا و یوهی با هم آشنا و سپس دوست شدند و گفته می‌شود که او عمداً اینکار را کرده‌است و دلیل او برای اینکار این است که اگر آنها حداقل همدیگر را به عنوان دوست داشته‌باشند، دلیلی برای آمدن به مدرسه خواهند داشت. او یک سال بعد در پایان آرک زنگی مدرسه‌ای بازنشسته می‌شود. در آرک پس از داستان، او برمی‌گردد و مراسم فارغ‌التحصیلی ساختگی ناگیسا را به خواست تومویا ترتیب می‌دهد.
ریو فوجیبایاشی (藤林 椋 Fujibayashi Ryō)
صدا پیشه:آکمی کاندا
ریو فوجیبایاشی خواهر کیو، همکلاسی و مبصر کلاس تومویا است. برخلاف کیو او ترسو است و مهارت چندانی در آشپزی ندارد (با این حال بسیار در کارهای خانه خوب است). او بسیار مشتاق فالگویی است؛ اما پیش‌بینی‌های او در عین دقیق بودن، همیشه یا تا حدودی نادرست یا بسیار اشتباه است. در آرک‌های کیو و کاپی هییراگی، او نقش یک شخصیت اصلی را بازی می‌کند.
همان‌طور که در آرک کیو (اووی‌ای فصل دوم انیمه) نشان داده شده، ریو به تومویا علاقه دارد و برای به دست آوردن او به کمک کیو نیاز دارد. در آرک کاپی هییراگی (یکی از شخصیت‌های بازی ویدئویی که در انیمه حضور ندارد)، ریو به کاپی علاقه‌مند می‌شود که خواهرش را نگران می‌کند.
ریو در آرک پس از داستان دورهٔ پرستاری را می‌گذراند و در فصل دوم انیمه او به عنوان یک پرستار دیده می‌شود.
کاپی هییراگی (柊 勝平 Hiiragi Kappei)
صدا پیشه:ریوکو شیرایشی (در بازی ویدئویی)
کاپی هییراگی مرد جوان عجیب نوزده ساله‌ای است که به دور و اطراف سفر می‌کند. هدف او در زندگی «همانند یک مرد زندگی کردن» است. گیم پلی بازی کلند به گونه‌ای است که بازیکن بر اساس تصمیمات مختلفی که در بازی می‌گیرد، به پایان‌های متفاوتی در بازی می‌رسد. در بازی اگر تومویا تصمیم بگیرد از موتور کیو به سمت راست جا خالی دهد، منجر خواهد شد که با کاپی آشنا شود. کیو می‌خواست به عنوان انتقام برای بوتان (حیوان خانگی‌اش) که خیس به خانه برگشته، با موتور به تومویا بزند؛ اما به اشتباه با کاپی برخورد می‌کند. طی این تصادف دختر مهربانی به او کمک می‌کند؛ ولی آن دختر بدون اینکه بفهمد، دستمالش را جا می‌گذارد.
هدف کاپی، پیدا کردن شغل و همچنین پیدا کردن آن دختر مهربان است. از قضا مشخص می‌شود که آن دختر مهربان ریو است. کاپی از طریق ریو، در بیمارستان شغلی پیدا می‌کند. مشخص می‌شود که کاپی مبتلا به استئوسارکوما (نوعی سرطان استخوان) است؛ سرطانی که او از وقتی که کوچکتر بود به آن ابتلا داشت که باعث می‌شود او در بیمارستان بستری شود. همچنین مشخص می‌شود او دونده‌ای شگفت‌انگیز در مدرسه‌اش بوده‌است.
کاپی از قطع کردن پاهایش برای درمان سرطان امتناع می‌کند، حتی اگر اینکار منجر به مرگش شود؛ زیرا اینکار باعث می‌شود دیگر نتواند بدود. ریو و تومویا با نصیحت‌هایی که از یوسوکه می‌گیرند، کاپی را متقاعد می‌کنند که درمان شود. ریو همچنین به کاپی اطلاع می‌دهد که در نوعی روش درمانی با استفاده از نیتروژن مایع نیازی به قطع پا نیست. او سرانجام تصمیم گرفت درمان را شروع کند. پنج سال بعد تومویا به کاپی -که در بیمارستان در روند بهبودی است- سر می‌زند. کاپی دو سال بعد از اینکه با ریو فوجیبایاشی برای اولین بار آشنا می‌شود، با او ازدواج می‌کند.
کاپی هییراگی تنها شخصیت رمان تصویری کلند است که در هیچ‌یک از اقتباسات انیمه و فیلم حضور ندارد.

### خانواده‌ها

#### خانوادهٔ اوکازاکی
نائویوکی اوکازاکی (岡崎 直幸 Okazaki Naoyuki)
صدا پیشه:هیروهاشی ناکا
نائویوکی اوکازاکی پدر تومویا است. همسرش، آتسوکو اوکازاکی، زمانی که تومویا کوچک بود از دنیا رفت که باعث شد نائویوکی خودش به تنهایی از تومویا مراقبت کند. او پس از مرگ همسرش، به الکل و قمار روی آورد و بارها با پسرش دعوا می‌کرد. در یک روز، وقتی که او داشت با پسرش بر سر مسائل بی‌اهمیت بحث می‌کرد، او را محکم به سمت پنجره کوبید و کتف راست تومویا را از جا درآورد. او فوراً به بیمارستان رفت؛ ولی مشخص شد که غیرقابل درمان است. از آن روز به بعد، نائویوکی با او مهربانانه‌تر رفتار می‌کند؛ ولی مانند یک غریبه به جای پدر. این رفتار پدرش بیشتر به او آسیب وارد کرد که باعث شد او بدون هیچ هدفی زندگی را با بیکاری بگذراند؛ چون دیگر نمی‌توانست به خاطر کتف آسیب دیده‌اش در تیم بسکتبال مدرسه نیز بازی کند. او سعی می‌کرد دیرتر به خانه بیاید تا مبادا با پدرش روبه‌رو شود. همان‌طور که در آرک داستانی کوتومی (در فصل اول انیمه) مشخص شد، تومویا از کودکی قصد داشت از خانه‌اش فرار کند. پس از نقل مکان به خانهٔ فوروکاوا، نائویوکی برای تماشای نمایش درام ناگیسا به مدرسه آمد که باعث شد تومویا تعجب کند.
در آرک پس از داستان (فصل دوم انیمه)، نائویوکی به خاطر ارتکاب جرم به زندان فرستاده شد. علی‌رغم اینکه خبر زندانی شدن پدرش باعث شد تومویا در ارتقای شغلش با شکست مواجه شود؛ با این حال او با پدرش در زندان ملاقات می‌کند. او یک بار دیگر به ملاقات پدرش می‌رود تا به او اطلاع دهد که او قرار است با ناگیسا ازدواج کند. پدرش از این موضوع راضی است. پنج سال بعد و پس از مرگ ناگیسا، مادر نائویوکی، شینو اوکازاکی، به تومویا گفت که پدرش همه چیز زندگی خود را به خاطر پسرش فدا کرده تا او برخلاف پدرش مرد خوبی شود. تومویا سرانجام متوجه شد که پدرش در چه وضعیتی قرار دارد و تصمیم گرفت او را ببخشد و اعتراف کرد که او واقعاً پدر خوبی بوده‌است. پس از اینکه تومویا با پدرش کنار می‌آید، نائویوکی تصمیم می‌گیرد به زادگاهش برگردد تا در کنار مادرش بماند. سپس می‌گوید که نقش او به عنوان یک پدر به پایان رسیده‌است.
شینو اوکازاکی (岡崎 史乃 Okazaki Shino)
صدا پیشه:میوکو آسو
شینو اوکازاکی، مادربزرگ پدری تومویا است. او فقط در آرک پس از داستان (فصل دوم انیمه) دیده می‌شود. در آرک داستانی اوشیو، زمانی که اوشیو در حال پیدا کردن اسباب بازی ربات گمشده‌اش است، تومویا با مادربزرگش در بالای یک تپه ملاقات می‌کند و شینو خودش را به او معرفی می‌کند. ملاقات بین این دو نفر توسط سانائه، مادرزن تومویا، ترتیب داده می‌شود. شینو گذشته و تراژدی نائویوکی پس از مرگ آتسوکو را تعریف می‌کند؛ شبیه به آنچه که پس از مرگ ناگیسا برای تومویا اتفاق افتاد. پس از گوش کردن به داستان پدرش، تومویا از اینکه چطور دخترش را نادیده گرفت و چگونه با پدرش رفتار می‌کرد، متوجه می‌شود پدرش چقدر او را دوست داشته و بسیار احساس پشیمانی می‌کند و تصمیم می‌گیرد رابطه‌اش را با اوشیو و نائویوکی اصلاح کند. شینو از تومویا درخواست می‌کند پیامی را به نائویوکی برساند که در آن پیام می‌خواهد او به خانه‌اش برگردد تا بتواند دوباره با او زندگی کند؛ که سرانجام نائویوکی موافقت می‌کند.

#### خانوادهٔ فوروکاوا
آکیو فوروکاوا (古河 秋生 Furukawa Akio)
صدا پیشه:ریوتارو اوکیایو
آکیو فوروکاوا پدر ناگیسا و شوهر سانائه است. او به طرز فریبنده‌ای جوانتر از سنش به نظر می‌رسد. نشان داده می‌شود که او بسیار سیگار می‌کشد. گرچه او رفتار و کردار مسخره و خشنی دارد (با وجود داشتن شخصیتی مسخره)؛ در واقع بسیار مهربان و دلسوز است. رفتارهای کودکانه‌ای که او دارد، باعث می‌شود هم بچه‌ها به راحتی با او دوست شوند. او همراه با همسرش سانائه، نانوایی فوروکاوا را اداره می‌کند. آکیو نشان می‌دهد چقدر عاشق همسرش است و چقدر به او اهمیت می‌دهد. آکیو در اوقات فراغتش همراه با بچه‌های همسایه در پارک کوچک کنار نانوایی بیسبال بازی می‌کند. او از طرفداران گاندام و جنگ ستارگان است. او اغلب قربانی نان‌های سانائه می‌شود؛ درحالی که نمی‌داند او پشتش است از نان‌هایش بدی می‌گوید. سانائه با شنیدن حرف‌هایش گریه می‌کند و آکیو برای آرام کردن او مجبور می‌شود نان‌های عجیب او را بخورد و به او بگوید که دوستشان دارد.
در آرک زندگی مدرسه‌ای (فصل اول انیمه)، مشخص شد که آکیو قبلاً بازیگر با استعداد و مشتاق در یک شرکت تئاتر بوده‌است؛ اما به خاطر سلامتی ناگیسا که در خطر بود مجبور شد شغلش را ترک کند. آکیو در آرک پس از داستان جایگزین یوهی سونوهارا به عنوان شخصیت اصلی کمدی داستان می‌شود؛ با این حال هر زمان که نیاز باشد جدی می‌شود؛ همان‌طور که دیده می‌شود اغلب به تومویا دربارهٔ اینکه زندگی بزرگسالانه و پدر بودن چگونه است توصیه‌هایی می‌کند. او برای تومویا تعریف می‌کند که چگونه ناگیسا به خاطر سهل انگاری ناخواستهٔ پدر و مادرش نزدیک بود بمیرد. ناگیسا بیمار بود و تب بالایی داشت. آکیو وسانائه چون نمی‌توانستند از کارشان مرخصی بگیرند، مجبور شدند او را در خانه تنها بگذارند. وقتی آکیو از سرکار برگشت تا به ناگیسا سر بزند، متوجه شد که بیرون منتظر آنها مانده تا برگردند و در همان‌جا غش کرده‌است. اون ناامیدانه در شهر دوید تا کمک پیدا کند، در حالی که ناگیسا را در آغوشش نگه داشته‌بود و می‌گریست و دعا می‌کرد که او نمیرد. هنگامی که او به فضایی سرسبز و خالی رسید، روشنایی را مشاهده کرد و ظاهراً به طرز معجزه‌آسایی، ناگیسا چشمانش را باز کرد. آکیو پس از این اتفاق معتقد شد که سلامتی ناگیسا با این شهر عجین شده‌است.
سانائه فوروکاوا (古河 早苗 Furukawa Sanae)
صدا پیشه:کیکوکو اینوئه
سانائه مادر ناگیسا و همسر آکیو فوروکاوا است. به‌طور معمول او رفتاری کودکانه دارد؛ اما بعضی اوقات می‌تواند بسیار با اراده و قابل اعتماد باشد. او همراه با شوهرش آکیو نانوایی فوروکاوا را اداره می‌کند. او از طرح‌های عجیبی برای درست کردن نان استفاده می‌کند که مثل هر چیزی است جز خوردنی؛ البته این نان‌ها تقریباً فروخته نمی‌شوند. علاوه بر شغل نانوایی، او به بچه‌ها درس یاد می‌دهد. سانائه در مقایسه با سن واقعی‌اش، بسیار جوان به نظر می‌رسد؛ به طوری که اغلب تصور می‌کنند او خواهر بزرگتر ناگیسا است. حتی اگر او لباس مدرسه‌ای بپوشد، مردم به راحتی فریب می‌خورند و تصور می‌کنند که او واقعاً یک دانش‌آموز دبیرستانی است.
سانائه نقش مهمتری در پس از داستان ایفا می‌کند؛ اغلب زمانی که ناگیسا مریض است، به ویژه در دوران بارداری ناگیسا، و تومویا نیاز به کسی به عنوان حامی دارد او به کمک می‌آید. قبل از شغل نانوایی، او معلم مدرسهٔ راهنمایی بود؛ ولی به خاطر سلامتی ناگیسا که در خطر بود مجبور شد شغلش را ترک کند. سانائه مغز متفکر مسافرت تومویا با اوشیو به مزرعهٔ گل‌ها است؛ به امید اینکه پدر و دختر با هم آشتی کنند و روابط بین آنها ترمیم یابد. او مادر بزرگ پدری تومویا، شینو اوکازاکی، را می‌شناسد؛ گرچه هرگز مشخص نشد که آنها چکونه با همدیگر آشنا شدند. سانائه همچنین در آرک داستانی می سونوهارا، تظاهر می‌کند دوست دختر یوهی است تا یوهی به خواهرش ثابت کند که آینده‌ای درخشان دارد و در زندگی علاف نیست؛ با این حال می متوجه می‌شود که برادرش دارد تظاهر می‌کند.

#### خانوادهٔ سونوهارا
می سونوهارا (春原 芽衣 Sunohara Mei)
صدا پیشه:یوکاری تامورا
می سونوهارا خواهر کوچکتر یوهی است که او را به عنوان برادرش دوست دارد و در روستا زندگی می‌کند. می دختر باهوشی است که دوست دارد چیزهای جدید را تجربه کند. او یکی از طرفداران یوسوکه یوشینو است. او که نگران وضعیت زندگی یوهی است، به او زنگ می‌زند؛ اما به جای برادرش تومویا تلفن را برمی‌دارد و برای شوخی ادای یوهی را درمی‌آورد و به او می‌گوید که بیاید.
شخصیت می کاملاً برخلاف شخصیت یوهی است. او می‌تواند در مورد بعضی مسائل بسیار کنجکاو باشد؛ مثلاً تلاش می‌کند رابطهٔ بین تومویا و ناگیسا را تقویت کند یا سعی می‌کند از وضعیت زندگی برادرش و آیندهٔ او چیزهایی بفهمد. اگرچه یوهی از می دوری می‌کند ولی به خواهرش بسیار اهمیت می‌دهد؛ مثلاً زمانی که می‌بیند اعضای باشگاه فوتبال مدرسه دارند خواهرش را اذیت می‌کنند، با آنها دعوا راه می‌اندازد و خواهرش را نجات می‌دهد. در نتیجه رابطهٔ این دو نفر مستحکم می‌شود.